# グロート・レーバー
グロート・レーバー（Grote Reber, 1911年12月22日 - 2002年12月20日）は、アメリカ合衆国の天文学者。電波天文学のパイオニアである。自作の電波望遠鏡で全天の観測を行い多くの電波源を発見した。

## 生涯

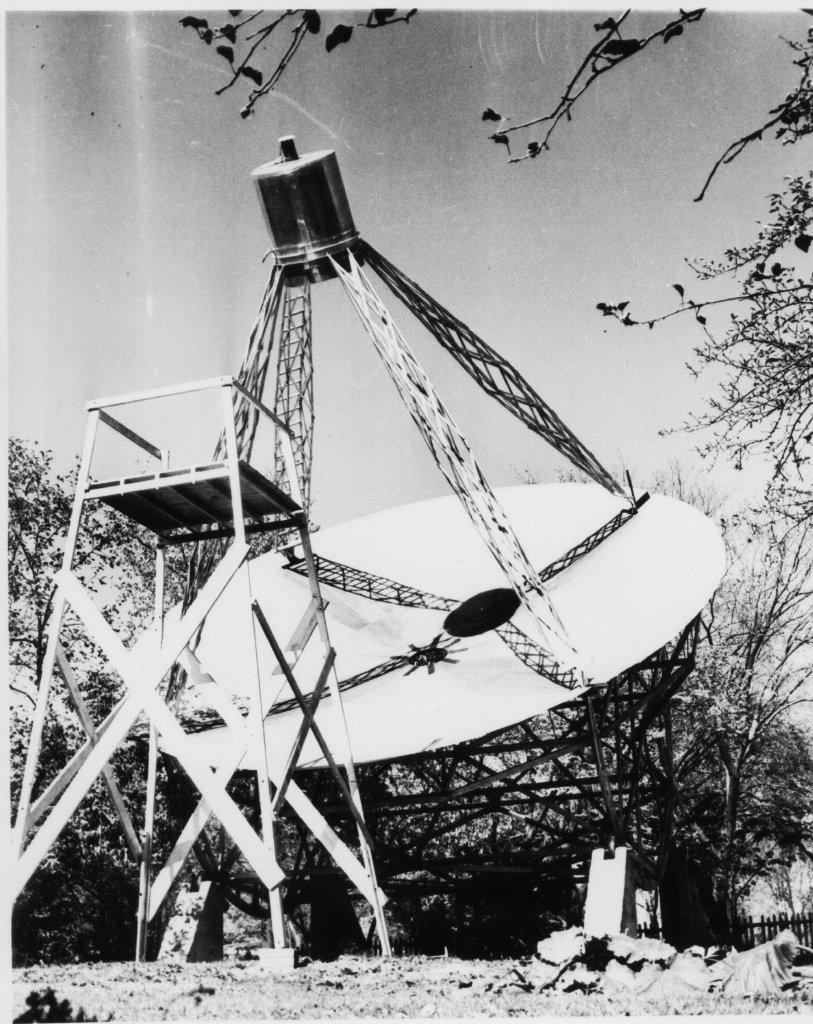
レーバーの作製した電波望遠鏡

シカゴ郊外のイリノイ州ウィートンに生まれた。アーマー工科大学（後のイリノイ工科大学）で無線工学を学んだ。アマチュア無線の愛好者で1933年から1947年の間、シカゴのいろいろなラジオ製造会社で働いた。1933年カール・ジャンスキーの宇宙から電波の発見を知って、ジャンスキーの働いているベル研究所で働こうとしたが、大恐慌の時代であったため、仕事を得ることはできなかった。
ホイートンの自宅の裏庭に、自作の電波望遠鏡を作った。レーバーの設計は直径9mの放物面反射鏡が取り付けられ8m上空の受信機に電波を集めるようにしたのはジャンスキーの受信機より優れていた。装置全体は回転させることはできなかったが、傾けて方向を変えることができるようになっていた。電波望遠鏡は1937年に完成した。3300MHz、900MHzの帯域では電波を捕らえられなかったが1938年、160MHzの電波を捕らえて、ジャンスキーの発見を確認した。全天の電波源の分布を調べる仕事を行い、1941年までに完成し、1943年までにさらに充実させた。これらの結果を発表したことで、第二次世界大戦後の電波天文学の爆発的な発展の先駆者となった。
1947年にヴァージニア大学に装置を移し、観測主任となった。1951年からハワイで観測し、1954年から超長波の観測に適したタスマニアに移住した。1957年にウエストバージニア州の国立電波天文台に歴史的記念碑としてレーバーの電波望遠鏡とジャンスキーの望遠鏡が復元された。2002年にタスマニアで90年の生涯を閉じた。遺灰はタスマニアのBothwell Cemeteryの他に、アレシボ天文台などを含む全世界17箇所の電波観測所に散骨された。

## 受賞・叙勲等
- ブルース・メダル（1962年）
- 米国天文学会 ヘンリー・ノリス・ラッセル講師職（1962年）
- エリオット・クレッソン・メダル（1963年）
- ジャクソン＝グウィルト・メダル（1983年）
- 全米発明家殿堂選出（2013年）